# ورزشگاه چیس
ورزشگاه دی‌آروی پی‌ان‌کی‌ (به انگلیسی: DRV PNK Stadium) (تلفظ «درایو پینک»؛ سابقاً Inter Miami CF Stadium) یک ورزشگاه مخصوص فوتبال در فورت لادردیل، فلوریدا است. این ورزشگاه ۲۱٬۵۵۰ نفری که در محل ورزشگاه سابق لاکهارت ساخته شده‌است، زمین خانگی باشگاه‌فوتبال اینتر میامی لیگ فوتبال اصلی و تیم ذخیره MLS Next Pro آن، باشگاه فوتبال اینتر میامی II است. ورزشگاه دی‌آروی پی‌ان‌کی در سال ۲۰۲۰ به‌عنوان یک مکان موقت برای اینتر میامی تا تکمیل ورزشگاه پارک آزادی میامی افتتاح شد.
این ورزشگاه مقر اصلی تیم و آکادمی جوانان آن، علاوه بر زمین‌های تمرین بیشتر است.